# Palais Dietrichstein (Dorotheergasse)

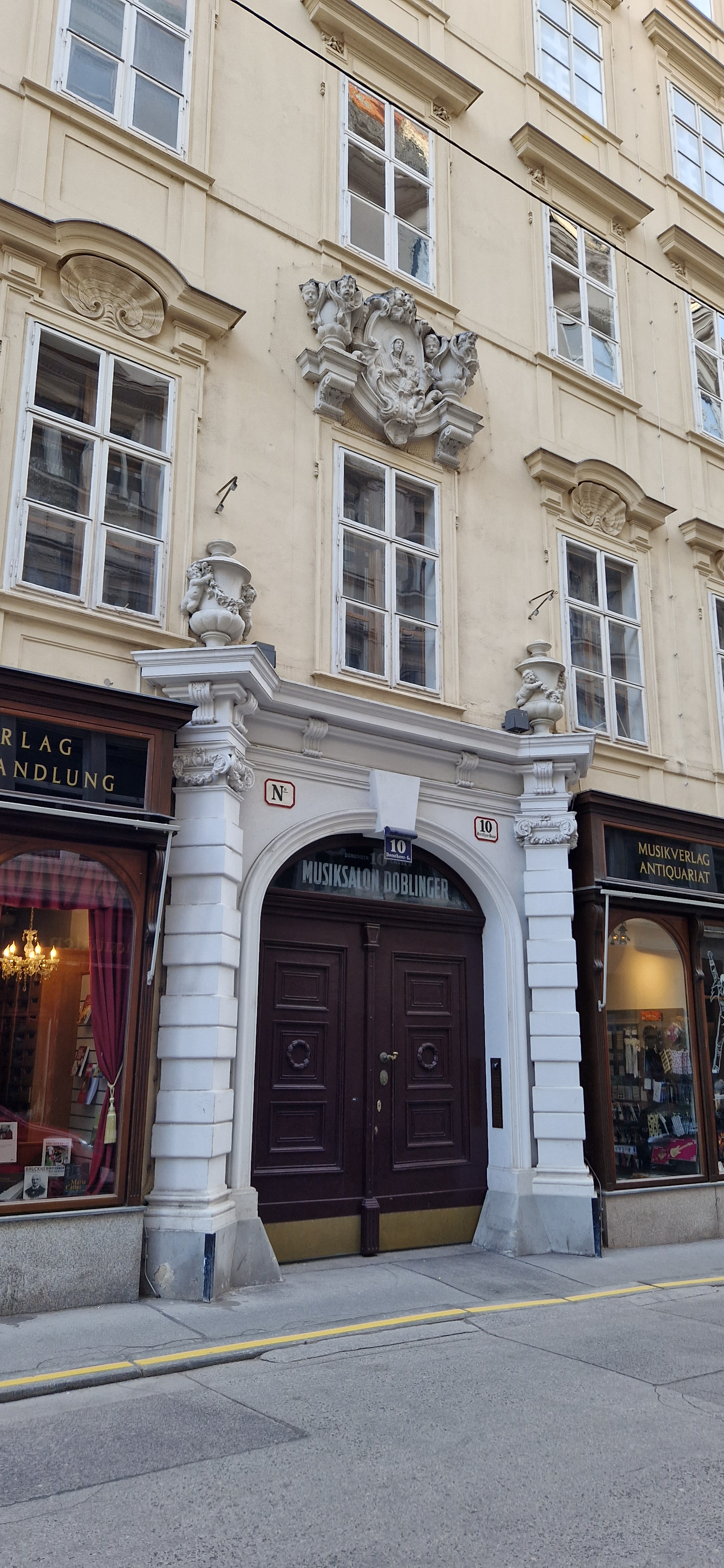
Portal des Palais Dietrichstein an der Dorotheergasse

Das Palais Dietrichstein an der Dorotheergasse ist ein Palais im 1. Wiener Gemeindebezirk Innere Stadt, in der Dorotheergasse 10 bzw. Bräunerstraße 5. Es wurde im Stil des Barock errichtet, es ist allerdings nur noch ein Teil der ursprünglichen Größe erhalten geblieben. Neben dem Palais Dietrichstein an der Dorotheergasse trägt diesen Namen außerdem noch das Palais Dietrichstein am Minoritenplatz.
Das barocke Palais wurde in der zweiten Hälfte des 17. Jahrhunderts unter Sigmund Graf Dietrichstein errichtet. Im Jahre 1688 kam es in den Besitz von Hartmann Fürst Liechtenstein (* 1635; † 1728) und nach dessen Tod in den Besitz seiner Witwe Fürstin Maria Antonia von Liechtenstein, geb. Gräfin Dietrichstein (* 1706; † 1777). Im 19. Jahrhundert wurde das Palais Dietrichstein vom Hofzuckerbäcker August Dehne erworben. Seit dem Jahre 1873 befinden sich an dieser Adresse der Musikalienverlag und das Musikhaus Doblinger, in dessen Besitz sich das Haus mittlerweile befindet.
Die Treppe des Stiegenhauses erstreckt sich über vier Stockwerke und ein Dachmezzanin und verfügt über kein Dekor oder architektonische Gliederungselemente. Die Stufen sind aus hartem Kaisersteinbrucher Kaiserstein gefertigt und weisen die dafür typischen blauen Einsprengungen auf.